# Comuna Vîhoda, Odesa
Vîhoda (în ucraineană Вигода) este o comună în raionul Odesa, regiunea Odesa, Ucraina, formată din satele Berezan, Cervona Hirka, Dobrogeni, Kameanka, Kurhan, Mîhailivka, Paliivka, Petrove, Sekretarivka, Soniacine, Vîhoda (reședința), Vajne, Vasîlivka și Zoriane.

## Demografie
Componența lingvistică a comunei Vîhoda
     Ucraineană (89,13%)
     Rusă (9,24%)
     Română (1,23%)
     Alte limbi (0,25%)
Conform recensământului din 2001, majoritatea populației comunei Vîhoda era vorbitoare de ucraineană (89,13%), existând în minoritate și vorbitori de rusă (9,24%) și română (1,23%).